# Vrbina hajní

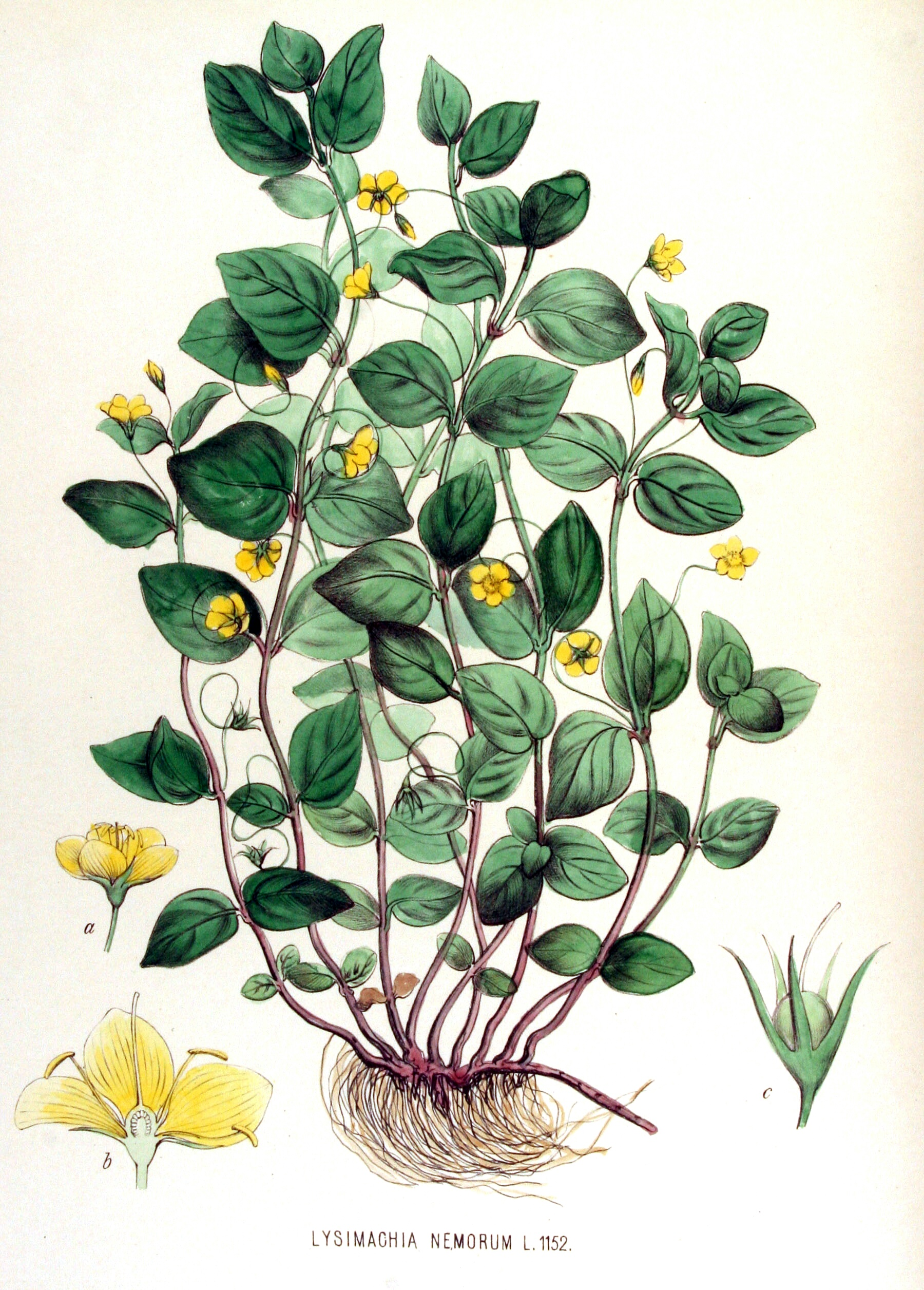
Habitus vrbiny hajní

Vrbina hajní (Lysimachia nemorum) je žlutě kvetoucí vlhkomilná rostlina s poléhavou lodyhou dorůstající jen do výšky 30 cm, její výskyt je převážně spojen s vlhkem, stínem a lesem. Je to druh patřící do širokého rodu vrbina.

## Výskyt
Je rozšířena hlavně v Evropě kde roste v mírném podnebném pásu. V teplejších oblastech se nachází podstatně méně často v nížinách než ve vyšších polohách. Vyrůstá ve vlhkých, stinných lesích, na lesních pasekách, loukách a v ledovcových karech jakož i v okolí lesních pramenišť a potoků. Pro svůj růst si vybírá půdy převážně neutrální nebo jen mírně kyselé, dobře zásobené humusem, dlouhodobě provlhlé a se zvýšenou hladinou spodní vody. Může dobře růst na plném slunci i v polostínu, přežívá i v hlubokém stínu, kde ale nekvete.
V České republice ji nacházíme nejčastěji ve vyšších polohách a to roztroušeně až hojně. Je diagnostickým druhem lesních pramenišť svazu Caricion remotae, údolních jasanovo-olšových luhů podsvazu Alnenion glutinoso-incanae a horských klenových bučin podsvazu Acerenion.
Podle "Florabase.cz" se vrbina hajní v ČR vyskytuje:

## Popis
Tento mělce kořenící, vytrvalý chamaefyt má poléhavou, nepravidelně hranatou, na konci převážně vystoupavou lodyhu, která bývá dlouhá 10 až 30 cm a obvykle se nevětví. Lysá, nejčastěji tmavě zelená lodyha, která má někdy načervenalý nádech, je porostlá vstřícnými křižmostojnými listy. Jejich čepele tvaru kopinatého až vejčitě kopinatého mají po obvodě úzký bělavý, pilovitě zubatý lem, u báze jsou zaokrouhlené a na vrcholu tupě špičaté.
Obvykle jen po jednom vyrůstají oboupohlavné květy na stopkách asi 25 mm dlouhých z paždí horních listů. Kalich je tvořen pěti úzkými, jen u báze krátce srostlými špičatými trojúhelníkovými lístky. Koruna žluté barvy je kolovitá a má pět lístků světle žluté barvy obvejčitého tvaru, které jsou mírně žláznatě brvité.
V květu je pět tyčinek s volnými a neztloustlými nitkami nesoucí prašníky a svrchní semeník s jedinou čnělkou s bliznou. K opylení může dojít v prvé etapě cizím pylem za pomoci opylovačů hledajících v květech nektar a sbírajících pyl. Ve druhé etapě, kdy už dozrál vlastní pyl, dochází k samoopylení, tehdy se prašníky přiblíží k bliznám a ty dosud neopylené zúrodní svým pylem. Květy rozkvétají od června do srpna. Plody jsou kulovité mnohosemenné tobolky pukající nahoře dvěma chlopněmi rozeklanými ve dva až tři zuby.
V České republice není vrbina hajní, rozmnožující se nejčastěji semeny, ohrožená a tudíž ani chráněna. Ekonomicky je bezvýznamná a protože neroste na obdělávané půdě, není ani obtížným plevelem.

## Galerie

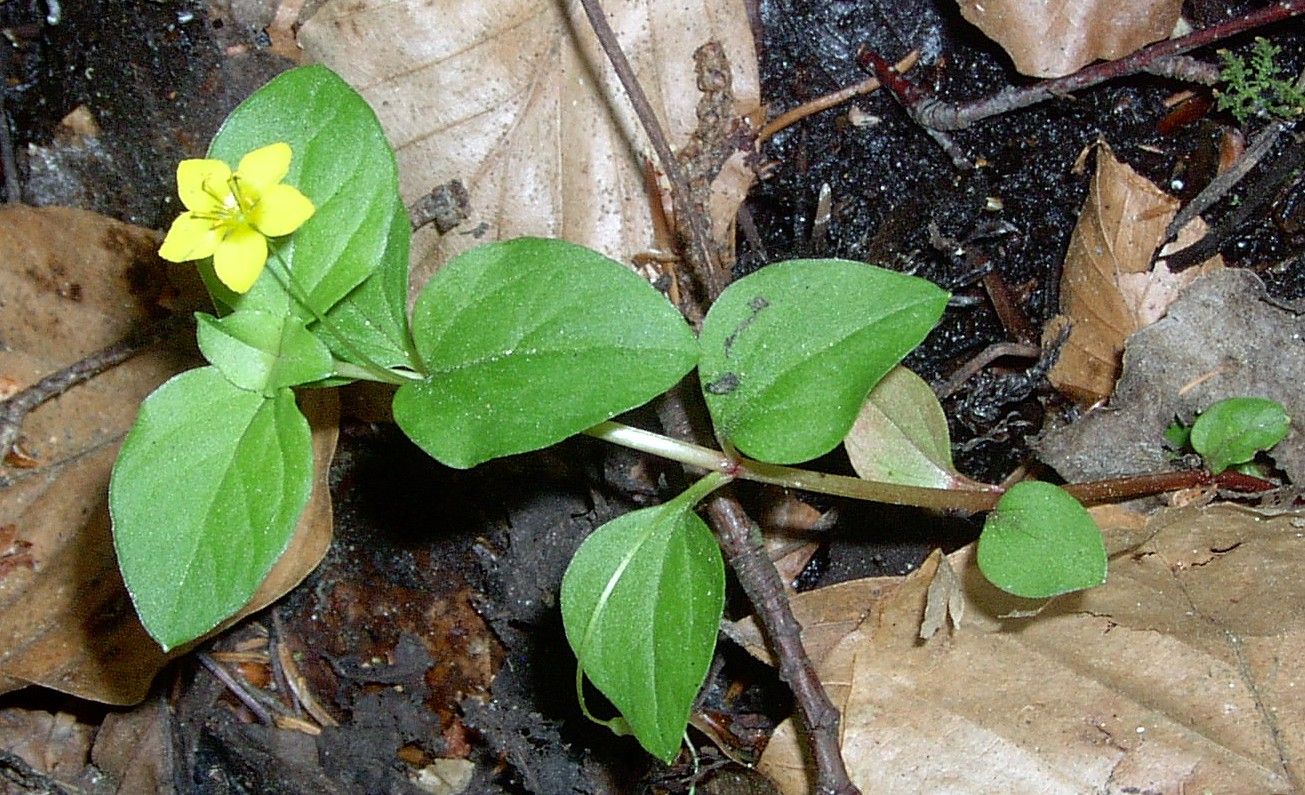
Květ
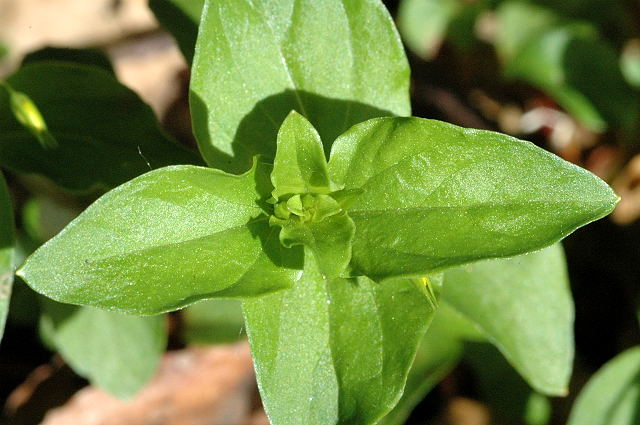
Listy